# Громов, Константин Григорьевич
Константин Григорьевич Громов (настоящая фамилия — Жевжик; 1924—1957) — младший лейтенант Советской Армии, участник Великой Отечественной войны, Герой Советского Союза (1946).

## Биография
Константин Жевжик родился в мае 1924 года в Запорожье в рабочей семье. Окончил восемь классов школы, работал слесарем на заводе. В июле 1941 года Жевжик был призван на службу в Рабоче-крестьянскую Красную Армию. С августа того же года — на фронтах Великой Отечественной войны. Участвовал в боях на Юго-Западном фронте, получил тяжёлое ранение, остался в оккупации. В ноябре 1943 года после освобождения Запорожской области советскими войсками был повторно призван в армию. Стремясь скрыть пребывание на оккупированной территории, Жевжик изменил свою фамилию на Громова. В ноябре 1943 года и в феврале 1944 года два раза был ранен. К апрелю 1945 года младший лейтенант Константин Громов был комсоргом 1008-го стрелкового полка 266-й стрелковой дивизии 26-го гвардейского стрелкового корпуса 5-й ударной армии 1-го Белорусского фронта. Отличился во время Берлинской операции.
17 апреля 1945 года, находясь в боевых порядках роты, Громов поднял её бойцов в атаку, вплавь преодолел реку Альте-Одер в районе населённого пункта Ной-Харденберг (ныне — Марксвальде). 22 апреля в ходе прорыва немецкой обороны в районе города Марцан (ныне — в черте Берлина) Громов первым ворвался в расположение войск противника и создал панику в его тылу, способствовав успешному захвату населённого пункта без потерь. 23 апреля Громов первым в своём подразделении ворвался на окраину Берлина и водрузил Красное Знамя на одном из высоких зданий, а затем в тот же день водрузил ещё одно Красное Знамя на занятом противником здании, после чего с боем прорвался к советским стрелковым подразделениям.
Указом Президиума Верховного Совета СССР от 15 мая 1946 года за «отвагу и геройство, проявленные в боях немецкими захватчиками в Великой Отечественной войне» младший лейтенант Константин Громов был удостоен высокого звания Героя Советского Союза с вручением ордена Ленина и медали «Золотая Звезда».
После окончания войны продолжил службу в Советской Армии, был секретарём комсомольского бюро полка в Запорожье. В августе 1948 года он был направлен на курсы политсостава во Львов, однако вместо этого Громов остался в Запорожье, фактически самовольно оставив службу. Причиной тому явился арест его сестры по обвинению в спекуляции. Громов был арестован и отдан под трибунал. В январе 1949 года Военный трибунал Запорожского гарнизона приговорил его к 8 годам лишения свободы, позднее срок был сокращён до 3 лет лишения свободы условно. Суд направил в Президиум Верховного Совета СССР ходатайство о лишении Громова всех званий и наград, однако оно не было поддержано. С марта 1951 года Громов работал на заводе «Коммунар», был бригадиром, затем начальником складского хозяйства. В 1952 году, когда Громов отбыл весь свой срок наказания, с учётом хороших характеристик, изъятые при аресте награды были ему возвращены. Вернулся в Запорожье.
Скончался на 34-м году жизни 30 сентября 1957 года.
Был также награждён двумя орденами Красной Звезды и орденом Славы 3-й степени, а также рядом медалей.